# Attalea exigua
Attalea exigua är en enhjärtbladig växtart som beskrevs av Carl Georg Oscar Drude. Attalea exigua ingår i släktet Attalea och familjen Arecaceae. Inga underarter finns listade i Catalogue of Life.